# 오미마이코역
오미마이코역(일본어: 近江舞子駅, おうみまいこえき)은 일본 시가현 오쓰시에 있는 서일본 여객철도의 철도역이다. 교토역에서 이 역까지 운행하는 일부 보통열차가 시종착한다.

## 역 구조
쌍섬식 승강장으로 2면 4선 형태의 고가역이다. 가타타역 관할권에 있으며, 역 업무는 JR 서일본 교통 서비스가 대신 하고 있다. 이코카 및 제휴 교통카드의 사용이 가능하다.

### 승강장
| 1·2 | ■ 고세이 선 하행 | 오미이마즈 · 쓰루가 방면 |
| 3·4 | ■ 고세이 선 상행 | 가타타 · 교토 방면       |

## 역사
- 1974년 7월 20일 - 고세이 선 개통에 따라 개업하였다.
- 1987년 4월 1일 - 민영화에 따라 서일본 여객철도의 소속이 되었다.
- 2003년 11월 1일 - 이코카의 사용이 개시되었다.

## 인접역
| 서일본 여객철도      | 서일본 여객철도              | 서일본 여객철도            |
| -------------------- | ---------------------------- | -------------------------- |
| 가타타 야마시나 방면 | ■ 고세이 선 신쾌속·하행 쾌속 | 기타코마쓰 오미시오쓰 방면 |
| 가타타 야마시나 방면 | ■ 고세이 선 상행 쾌속        | 아도가와 오미시오쓰 방면   |
| 히라 야마시나 방면   | ■ 고세이 선 보통             | 기타코마쓰 오미시오쓰 방면 |